# 함안 대산리 석조삼존상
함안 대산리 석조삼존상(咸安 大山里 石造三尊像)은 대한민국 경상남도 함안군에 있는 고려시대의 불상이다.
1963년 1월 21일 대한민국의 보물 제71호 함안대산리석불(咸安大山里石佛)로 지정되었다가, 2010년 8월 25일 현재의 명칭으로 변경되었다.

## 개요
대사(大寺)골로 불리는 마을앞에 3구의 불상이 남아 있어서 하나의 석불군을 이루고 있다.
좌우 측면의 불상은 다른 불상의 협시보살로 만들어졌을 것으로 추정되는데 2구의 보살입상은 손모양만 다를 뿐 조각수법이 거의 비슷하다. 머리에는 두건 같은 높은 관을 쓰고 있으며 길쭉한 얼굴에 눈·코· 입이 평판적으로 표현되었다. 우리나라 고유의 한복같은 옷을 입고 있는데, 두껍고 무거운 느낌이다. 어깨의 매듭과 양 무릎에서 시작된 타원형의 옷주름은 불상의 가장 큰 특징이다. 이런 표현들은 고려시대 지방화된 불상양식에서 보여지는 석조보살상들의 특징이다. 대좌(臺座)는 상대·하대로 나누어지는 2단으로 되어 있으며 연꽃이 새겨져 있다. 그 아래 8각의 단에는 각 면마다 귀꽃을 표현해 놓아 통일신라 초기 양식을 계승한 것으로 보인다.
두 보살입상 사이의 중간에 놓인 머리가 없는 좌불상은 온몸에서 나오는 빛을 형상화한 광배(光背)의 양식으로 보아 고려시대의 불상임을 확인할 수 있다.

## 참고 자료
- 함안 대산리 석조삼존상 - 국가유산청 국가유산포털